# Annales de l'Institut archéologique du Luxembourg
Les Annales de l'Institut archéologique du Luxembourg sont une publication scientifique annuelle à comité de lecture, publiée par l'association sans but lucratif Institut archéologique du Luxembourg. Les sujets traités relèvent de l'histoire et de l'archéologie en province de Luxembourg.

## Historique
Depuis leur création, les Annales n'ont connu qu'une période d'interruption de leur publication entre 1915 et 1918, en raison de la Première Guerre mondiale. À partir du volume 101 (1970), elles paraissent comme volumes doubles, couvrant deux années de référence.
Les Annales de l'Institut archéologique du Luxembourg depuis leur début en 1847 jusqu’à l’année 1999 (tome 130 inclus) sont disponibles en ligne sur le portail Neptun. Tous les documents ont été numérisés sous format flippingbook et océrisés ce qui rend possible la recherche à l'intérieur du texte.